# Нуклеоморф
Нуклеоморф — невелике ядро, знайдене в пластидах деяких організмів. Зараз[коли?] відомі лише дві групи організмів, що містять нуклеоморфи: криптомонади і хлорарахніофіти. 
Наявність нуклеоморфу підтверджує ендосимбіотичну теорію походження еукаріотів та є свідченням того, що пластиди цих організмів утворилися в результаті вторинного ендосимбіозу. Дослідження генетичної організації і молекулярної філогенії показали, що нуклеоморф криптомонад колись був ядром червоних водоростей, а нуклеоморф хлорарахніофітів — зелених водоростей. В обох випадках пластиди були захоплені як вільноживучі фотосинтезуючі еукаріоти. Після захоплення, ядро пластиди зменшилося, а значна кількість генів була перенесена до ядра клітини-хазяїна (нуклеоморфи у пластидах обох груп організмів містять лише по 3 хромосоми).
В результаті клітини таких організмів мають по чотири геноми: два бактеріальних (мітохондрій і пластид зелених/червоних водоростей) і два еукаріотичних (ядерний геном та геном нуклеоморфу).